# Karl Unterkofler
Karl Erich Unterkofler (* 17. Januar 1957 in Villach), ein Urenkel des Johann Unterkofler, ist ein österreichischer Mathematiker und war vom Jahr 2000 bis 2022 Hochschullehrer an der Fachhochschule Vorarlberg.

## Leben
Nach einem Grundstudium der Physik an der Technischen Universität Graz (Abschluss als Diplom-Ingenieur 1986) absolvierte er ein Doktoratsstudium ebendort. Der Titel der Dissertation 1989 bei Wolfgang Bulla und
Fritz Gesztesy war Holomorphie von streutheoretischen Größen der Diractheorie.
Von 1986 bis 1993 war er Vertragsassistent an der Technischen Universität Graz  wo er sich
im Januar 2001 im Fach Angewandte Mathematik habilitierte. Die Studienjahre 1990–1992 verbrachte er mit einem Erwin-Schrödinger-Stipendium
als Visiting Assistent Professor am Mathematikinstitut der  University of Missouri – Columbia.
Im September 2019 war er Leiter des Organisationskomitees für die Jahrestagung der Österreichischen Mathematischen Gesellschaft und seit 2020 ist er Mitglied im Beirat der Österreichischen Mathematischen Gesellschaft.
Karl Unterkofler gehörte zur Forschungsgruppe Life Science-Biomathematik im Forschungszentrum PPE/BI an der FH Vorarlberg. Seit 2016 ist er auch mit dem Institut für Atemgasanalytik der Universität Innsbruck affiliiert.
Er befasst sich unter anderem mit direkter und inverser Spektraltheorie, Solitonengleichungen und Biomathematik (Elektrokardiogramm (EKG)-Analyse und Atemgasanalyse)

## Schriften (Auswahl)
- mit Wolfgang Bulla und Fritz Gesztesy: Holomorphy of the scattering matrix with respect to {\displaystyle c^{-2}} for Dirac operators and an explicit treatment of relativistic corrections. In: Commun. Math. Phys. 144 (1992), S. 391–416.
- mit  Fritz Gesztesy: Isospectral deformations for Sturm-Liouville and Dirac-type operators and associated nonlinear evolution equations. In:  Rep. Math. Phys. 31 (1992), S. 113–137.
- mit Ronnie Dickson und Fritz Gesztesy: Algebro-geometric solutions of the Boussinesq hierarchy. In:  Rev. Math. Phys. 11 (1999), S. 823–879.
- mit Fritz Gesztesy und Rudi Weikard: An explicit Characterization of Calogero-Moser Systems. In: Trans. Amer. Math. Soc. 358 (2006), S. 603–656.
- mit Anton Amann und Robert Tratnig: Detecting ventricular fibrillation by time-delay methods. In: IEEE Trans. Biomed. Eng. 54 (2007), S. 174–177.
- mit Julian King, Helin Koc,  Pawel Mochalski, Alexander Kupferthaler, Gerald Teschl, Susanne Teschl, Hartmann Hinterhuber, Anton Amann: Physiological modeling of isoprene dynamics in exhaled breath. In:  J. Theoret. Biol.  267  (2010), S. 626–637, (online).
- mit Julian King, Gerald Teschl, Susanne Teschl, Helin Koc, Hartmann Hinterhuber, Anton Amann: A mathematical model for breath gas analysis of volatile organic compounds with special emphasis on acetone. In: J. Math. Biol. 63 (2011), S. 959–999, (doi:10.1007/s00285-010-0398-9).
- mit Pawel Mochalski, Julian King und Chris Antony Mayhew: A review on isoprene in human breath. In: Journal of Breath Research 17 (2023), 037101, (doi:10.1088/1752-7163/acc964).